# Ochodaeus tuberculicornis
Ochodaeus tuberculicornis es una especie de coleóptero de la familia Ochodaeidae.

## Distribución geográfica
Habita en Egipto.